# August Cool
Petrus Augustinus (August) Cool (Sint-Niklaas, 28 augustus 1903 - Beigem, 7 januari 1983) was een Belgisch syndicalist.

## Levensloop
August Cool werd geboren als jongste kind in een arbeidersgezin met twaalf kinderen. Hij volgde les aan de beroepsschool Sint-Antonius in Sint-Niklaas en ging daarna werken als technisch tekenaar in een plaatselijk metaalconstructiebedrijf (Nobels). In 1921 ging hij op aanraden van zijn broer Jozef Cool,  een minderbroeder, naar Limburg en ging werken in de mijnwerkplaats Sint-Barbara in Eisden, alwaar hij zich aansloot bij de prille christelijke mijnwerkerscentrale.
Door toedoen van Pieter-Jan Broekx, priester-senator in Limburg, kon Cool gaan studeren aan de Sociale School van Heverlee en behaalde er in 1924 zijn diploma. Reeds een jaar later ging hij aan de slag als propagandist voor de Limburgse Centrale der Vrije Mijnwerkers en in 1928 werd hij er secretaris tot in 1932. Ondertussen had het ACV een afdeling opgericht onder de naam Provinciaal Vakverbond Limburg. Cool werd er in 1929 de eerste voorzitter van.
In 1932 trok Cool weg uit Limburg en werd te Brussel algemeen secretaris van het ACV. Hij ontpopte zich tot een vurig propagandist en een goed organisator en bemiddelaar. Samen met Henri Pauwels, Maurits Ketels en kanunnik Jozef Cardijn vluchtte hij bij de Duitse inval naar Frankrijk, maar keerde na de Belgische capitulatie terug naar België. Hij trad toe tot de Unie van Hand- en Geestesarbeiders (UHGA) en ging voor deze - door de bezetter opgerichte geünificeerde - vakbond aan de slag op 13 november 1940, een jaar later werd hij ontslagen. Kort na de bevrijding, op 17 oktober 1944, werd hij opgepakt door de Staatsveiligheid voor verhoor, maar een dag later weer vrijgelaten. Ondanks deze zwarte bladzijde, kon hij zich handhaven tijdens de zuivering binnen het ACV.  Op 15 oktober 1946 werd hij zelfs verkozen tot voorzitter van het ACV, een functie die hij zou uitoefenen tot aan zijn pensioen in 1968.
Als voorzitter bouwde Cool het ACV uit tot de grootste Belgische vakbond. Hij was een groot voorstander van sociaal overleg en van samenwerking met de socialistische ABVV.
In 1973 werd August Cool benoemd tot minister van Staat.
Hij was de vader van advocaat Bavo Cool.